# 曾传六
曾传六（1904年—1983年10月20日），中国湖北黄安（今红安县）人，中国工农红军将领，后曾任中华人民共和国商业部副部长。

## 生平
曾于1927年参加黄麻起义，1932年3月任红四方面军第十师第二十九团政委。红四方面军主力转移入四川后，先后任第十师、独立师政委、西北军区政治部主任等职。1933年7月，曾升任红四方面军政治部副主任，后任红三十一军政委、红九军政委，参加了长征。
1935年6月参加西征，次年任西路军政治委员会常委。1937年3月，任西路军工作委员会委员，西路军失败后同李先念等人突围成功，后回到延安。抗日战争开始后，任八路军129师敌工部部长，后调任八路军总部军法处处长。1940年任延安抗日军政大学校务处处长。1944年先后担任豫西军区政治部副主任，豫西地方工作部部长。1945年任河南军区政治部副主任。
1946年，曾被调往东北工作，任财经委员会物资处处长。1949年调任中原临时人民政府工商部副部长。1954年底至1963年9月任商业部副部长。后任中共中央监察委员会驻商业部监察组组长等职。曾当选为第一、二、三届全国人民代表大会代表，第五、六届全国政协委员。1983年10月20日在北京病逝。